# Jan Kronig
Jan Kronig, né le 24 juin 2000 à Brigue-Glis en Suisse, est un footballeur suisse, qui évolue au poste de défenseur central au FC Sion.

## Biographie

### Young Boys
Né à Brigue-Glis en Suisse, Jan Kronig est formé au Young Boys de Berne qu'il rejoint en 2011. Le 12 juin 2018 il signe son premier contrat professionnel avec son club formateur. Kronig fait sa première apparition avec l'équipe première le 16 mai 2019 en Super League contre le Grasshopper Zurich. Il est titulaire ce jour-là et son équipe s'impose sur le score large de six buts à un. Il devient Champion de Suisse lors de cette saison 2018-2019.

### Prêts au FC Schaffhouse et au FC Wil
Le 10 juillet 2019 Jan Kronig est prêté par les Young Boys au FC Schaffhouse.
Le 12 août 2020 Jan Kronig est cette fois-ci prêté au FC Wil pour une saison.

### FC Aarau
Le 21 juin 2021, alors qu'il est à un an du terme de son contrat avec les Young Boys de Berne, Jan Kronig s'engage en faveur du FC Aarau pour un contrat courant jusqu'en juin 2024,.
Kronig inscrit son premier but en professionnel, et donc pour le FC Aarau, le 21 septembre 2021, lors d'une rencontre de championnat face au FC Wil. Titularisé, il ouvre le score et participe à la victoire de son équipe (2-0 score final).

### FC Sion
Le 1er février 2024, lors du mercato hivernal, Jan Kronig rejoint le FC Sion,.

### En sélection
Jan Kronig joue son premier match avec l'équipe de Suisse espoirs contre l'Irlande le 30 mai 2021. Il est titularisé et son équipe s'impose par deux buts à zéro.

## Palmarès

### En club
Young Boys
- Champion de Suisse
  - 2018-2019